# 아사노 쓰나나가
아사노 쓰나나가(일본어: 浅野綱長, 1659년 7월 18일 ~ 1708년 4월 1일)는 에도 시대 전기의 다이묘이다. 아키 히로시마번 제4대 번주를 지냈다. 아사노 종가(浅野家宗家) 제5대 당주. 아명은 이와마쓰(岩松).
히로시마 번 선대 번주 아사노 쓰나아키라의 장남으로 에도에서 태어났다. 에도 막부 제4대 쇼군 도쿠가와 이에쓰나 앞에서 원복하여 이에쓰나의 쓰나를 수여받아 이와마쓰에서 쓰나나가로 개명하였다.
겐로쿠 14년(1701년) 아코번 아사노 분가의 번주 아사노 나가노리가 기라 요시나카에게 칼부림소동을 벌여 아코 번 분가는 개역당하였다. 이에 히로시마 번 종가는 분가에 대한 연좌가 두려워 요닌 이노우에 마사노부를 아코번으로 보내 나가노리의 가로 오이시 요시오에게 군말없이 개성하라 명하였다.
| 전임 아사노 쓰나아키라 | 제4대 히로시마번 번주 (아사노가) 1673년 ~ 1708년 | 후임 아사노 요시나가 |